# Absorbing Man
De Absorbing Man (Carl "Crusher" Creel) is een fictieve superschurk uit de strips van Marvel Comics. Hij is bedacht door Stan Lee en Jack Kirby, en maakte zijn debuut in Journey into Mystery #114 (maart 1965). Het personage komt tevens voor in animatieseries en videospellen gebaseerd op de stripverhalen.

## Biografie
De ware naam van Absorbing Man is Carl Creel, een bokser en veroordeelde crimineel, die in de ring de naam “Crusher Ceel” gebruikte. Hij werd de Absorbing Man na het drinken van een drankje dat door Loki was gemaakt met niet nader gespecificeerde ingrediënten uit Asgard. Nadat Creel zijn nieuwe vaardigheden ontdekte, ontsnapte hij uit de gevangenis en vocht met Thor. Deze versloeg hem uiteindelijk door hem via een truc in helium te veranderen.
In de jaren erop werd Creel onder andere door Loki ingezet om Asgard te veroveren, vocht met de Hulk, De Vergelders, Daredevil, en Spider-Man, en nam deel aan de Secret Wars. Zijn krachten werden hem tijdelijk ontnomen door Norman Osborn met behulp van een zwaard dat Loki hem had gegeven, maar tijdens de Heroic Age-verhaallijn herwon hij ze weer.
Creel is de vader van de superheld Stonewall.

## Krachten en vaardigheden
Absorbing Man kan de eigenschappen van alles wat hij aanraakt, zij het een vaste stof, vloeistof, gas of energie, overnemen. Dit effect is ook van toepassing op kleding en de ijzeren bal aan een ketting die hij bij zich had toen hij het drankje van Loki innam. Als hij bijvoorbeeld een houten voorwerp aanraakt, veranderen zijn lichaam en de bal in hout. Indien het voorwerp dat hij aanraakt groter is dan hijzelf, neemt Creel’s lichaam ook in omvang toe.  Afhankelijk van welk materiaal hij absorbeert, nemen ook zijn fysieke kracht en vaardigheden toe. 
Er lijkt geen beperking te zijn aan wat Creel kan absorberen, en de effecten die dit op hem heeft. Hij aborbeerde ooit zelfs de eigenschappen van het gehele rijk Asgard.

## In andere media

### Televisie
- Absorbing Man komt voor in de Thor-filmpjes van The Marvel Superheroes.
- Absorbing Man speelt mee in de aflevering "They Call Me Mr. Fixit" van The Incredible Hulk, waarin hij een handlanger is van Miss Allure.
- Absorbing Man komt voor in de aflevering "Command Decision" van The Avengers: United They Stand, waarin Oliver Becker zijn stem doet.
- Absorbing man speelt mee in de aflevering "Hulk vs the World" van The Avengers: Earth's Mightiest Heroes. In deze serie krijgt hij zijn krachten op dezelfde manier als de Hulk.
- Absorbing Man speelt mee in de serie "Agents of S.H.I.E.L.D." in de eerste aflevering van seizoen 2. Hierin wordt hij bij zijn echte naam Carl Creel genoemd, en wordt gespeeld door Brian Patrick Wade.

### Film
Toen de film Hulk nog in een vroeg productiestadium was, waren er plannen om de Absorbing Man in deze film mee te laten spelen. In de uiteindelijke film beschikt het personage David Banner (de vader van de Hulk) over krachten gelijk aan die van de Absorbing Man.

### Videospellen
- Absorbing Man speelt mee in het computerspel The Incredible Hulk uit 1994
- Absorbing Man komt voor in de PSP, PS2, en Wii-versies van Marvel: Ultimate Alliance 2.